# Aagbach
Der Aagbach ist ein kleiner Bach im Toten Gebirge im Gemeindegebiet von Grünau im Almtal und mündet in den Almsee. Der rasch fließende Bach mit einer Breite bis 2 m und einer Tiefe bis 80 cm führt hauptsächlich feines Material mit sich. Ein wichtiger Zubringer ist der Kolmkarbach, der besonders während Starkregenereignissen und der Schneeschmelze große Geschiebemengen mitführt. Der mäandrierende Verlauf ist sehr strukturreich. Das Mündungsgebiet des Aagbaches in den See wird von einer ausgedehnten Grauerlenau bedeckt, die sich in Seenähe mit den dortigen Schwarzerlenbruchwäldern verzahnt. Der Bach ist Teil des Naturschutzgebiets Almsee und Umgebung, N149.

## Karten
- Alpenvereinskarte Bl. 15/2 (Totes Gebirge – Mitte), 1:25.000; Österreichischer Alpenverein 2016; 978-3928777315.
- ÖK 50, Blatt 67 (Grünau)